# Warisata
Warisata ist eine Ortschaft im Departamento La Paz im südamerikanischen Anden-Staat Bolivien.

## Lage im Nahraum
Warisata ist drittgrößte Ortschaft im Municipio Achacachi in der Provinz Omasuyos. Die Ortschaft liegt auf einer Höhe von 3845 m am Südrand der Cordillera Muñecas, nur sieben Kilometer Luftlinie entfernt vom "Golf von Achacachi" im südöstlichen Teil des Titicacasees.

## Geographie
Warisata liegt auf dem bolivianischen Altiplano zwischen den Anden-Gebirgsketten der Cordillera Occidental im Westen und der Cordillera Central im Osten. Das Klima der Region leitet sich ab aus der Höhenlage auf dem Altiplano und der Nähe zur großen Wasserfläche des Titicacasees, der die Temperaturschwankungen abmildert.
Die Jahresdurchschnittstemperatur liegt bei 11 °C (siehe Klimadiagramm Achacachi), wobei der Monatsdurchschnitt im kältesten Monat (Juli) mit 8 °C nur wenig von den wärmsten Monaten (November bis März) mit 12 °C abweicht. Das Klima ist arid von Juni bis August mit nur sporadischen Niederschlägen und humid in den Sommermonaten, vor allem von Dezember bis März, mit Monatsniederschlägen von teilweise mehr als 100 mm. Der Jahresniederschlag liegt bei etwa 600 mm.

## Infrastruktur
Warisata liegt in einer Entfernung von 102 Straßenkilometern nordwestlich von La Paz, der Hauptstadt des gleichnamigen Departamentos.
Von La Paz führt die asphaltierte Nationalstraße Ruta 2 in nordwestlicher Richtung 70 Kilometer bis Huarina, von dort zweigt in nördlicher Richtung die Ruta 16 ab, die nach 23 Kilometern Achacachi erreicht. Direkt hinter Achacachi zweigt nach Nordosten hin eine Landstraße Richtung Sorata ab, die nach acht Kilometern Warisata erreicht. Von dort führt die Straße weiter über Sorata nach Mapiri in den Yungas am Ostrand der Gebirgskette der Cordillera Central.

## Bevölkerung
Die Einwohnerzahl der Ortschaft ist im vergangenen Jahrzehnt um etwa ein Zehntel zurückgegangen:
| Jahr | Einwohner         | Quelle       |
| ---- | ----------------- | ------------ |
| 1992 | keine Detaildaten | Volkszählung |
| 2001 | 838               | Volkszählung |
| 2012 | 732               | Volkszählung |
| 2024 |                   | Volkszählung |

Die Region weist einen hohen Anteil an Aymara-Bevölkerung auf, im Municipio Collana sprechen 94,1 Prozent der Bevölkerung Aymara.